# Zala Zazai
Zala Zazai (Afganistán, 1999) es una oficial de policía afgana que tuvo que huir de su país en 2021 al regresar los talibanes al poder. Fue incluida en la lista 100 Women de la BBC.

## Trayectoria
Zala Zazai fue la primera mujer subdirectora del Departamento de Investigación Criminal de la provincia de Jost, Afganistán. Ae graduó en la academia de policía turca, donde obtuvo las mejores calificaciones. Era la única mujer entre los 500 agentes de policía en formación. Zala fue intimidada por sus colegas por ser mujer. En redes sociales se la calificó de prostituta y recibió comentarios despectivos.
En 2021, Zala Zazai tuvo que huir de Afganistán tras el regreso de los talibanes al poder. Expresó públicamente que temía por la seguridad del resto de mujeres policías que tuvieron que quedarse en el país, cuyo total era aproximadamente un efectivo de 4.000 mujeres.

## Reconocimiento
En 2021, la BBC nombró a Zala Zazai como una de las 100 mujeres más inspiradoras del mundo.